# Icade
Icade — французский инвестиционный фонд недвижимости. Основан в 1954 году как дочерняя структура Caisse des Dépôts et Consignations. Штаб-квартира расположена в коммуне Исси-ле-Мулино близ Парижа.

## История
Фонд был создан 11 июня 1954 года в составе государственной инвестиционной группы Caisse des Dépôts et Consignations (CDC) под названием SCIC (Société centrale immobilière de la Caisse des Dépôts, «Центральное общество недвижимости депозитной кассы»). Фонд SCIC первоначально занимался финансированием строительства жилой недвижимости. К 1979 году в его портфолио было 170 тысяч квартир. Позже фонд начал также финансировать строительство больниц и домов престарелых, а с 1994 года — коммерческой и офисной недвижимости.
В 2003 году SCIC сменил название на Icade. В 2005 году портфолио жилой недвижимости было передано CDC, а Icade стал заниматься только коммерческой недвижимостью. В 2006 году акции Icade были размещены на бирже Euronext Paris. В 2009 году была поглощена Compagnie la Lucette, владевшая большим портфолио офисной недвижимости в Париже. В 2011 году была поглощена компания SILIC, ранее принадлежавшая страховщику Groupama. В 2017 году Icade у инвестиционной компании Eurazeo приобрёл фонд инвестиций в недвижимость ANF Immobilier. В 2020 году была куплена компания Ad Vitam, а в 2022 году — M&A Group; обе компании базировались в Монпелье и занимались инвестициями в строительство. В 2023 году было продано подразделение больничной недвижимости.

## Собственники и руководство
Крупнейшими акционерами являются Caisse des Dépôts et Consignations (39,2 %) и Crédit Agricole Assurances Group (18,85 %).
- Фредерик Тома (Frédéric Thomas) — председатель совета директоров с апреля 2019 года; до этого возглавлял страховое подразделение Crédit Agricole.
- Николя Жоли (Nicolas Joly) — генеральный директор с апреля 2023 года, до этого карьера проходила в Groupe Casino.

## Деятельность
У компании Icade два основных направления деятельности: строительство и инвестиции в коммерческую недвижимость.
Строительное подразделение осуществляет финансирование строительства, начиная от покупки земельных участков и заканчивая продажей готовых объектов. В основном специализируется на строительстве жилой недвижимости, работает во всех регионах Франции, включая заморские.
Подразделение инвестиций в недвижимость приобретает здания для последующей сдачи их площадей в аренду. По состоянию на конец 2023 года портфолио Icade включало 1,9 млн м² недвижимости в парижском регионе и 241 тыс. м² в других городах Франции. Стоимость портфолио составляла 6,5 млрд евро, из них более 80 % приходилось на офисную недвижимость, остальное — на коммерческую (телестудии, дата-центры, склады, торговые точки и отели).
Выручка компании за 2023 год составила 1,66 млрд евро, чистый убыток — 1,25 млрд евро, вызванный обесценением недвижимости.